# Wolfsberg (Carinthie)
Pour les articles homonymes, voir Wolfsberg.
Wolfsberg (en slovène : Volšperk) est le chef-lieu du district de Wolfsberg en Autriche.

## Géographie
La ville est située dans les Alpes de Lavanttal et dans le Land de Carinthie en Autriche. C'est la 17e ville la plus peuplée du pays avec 24 998 habitants en 2019.

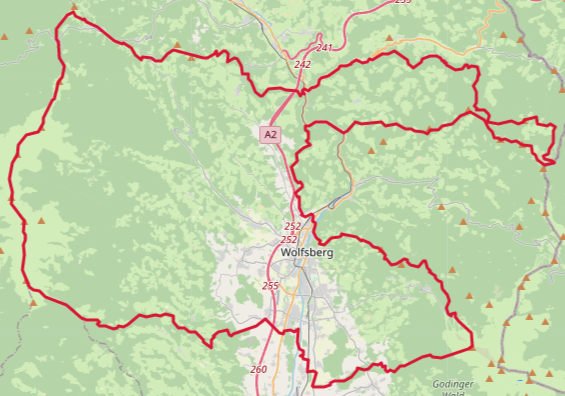
Carte OpenStreetMap
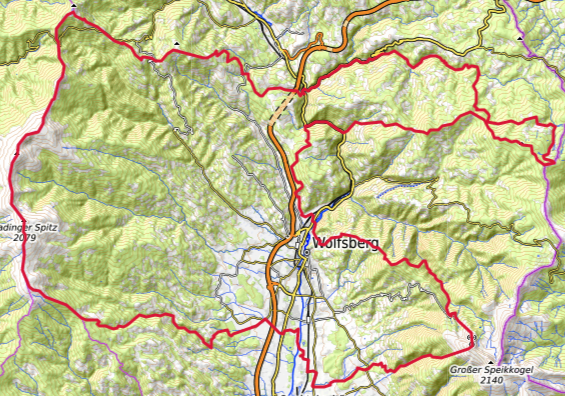
Carte topographique
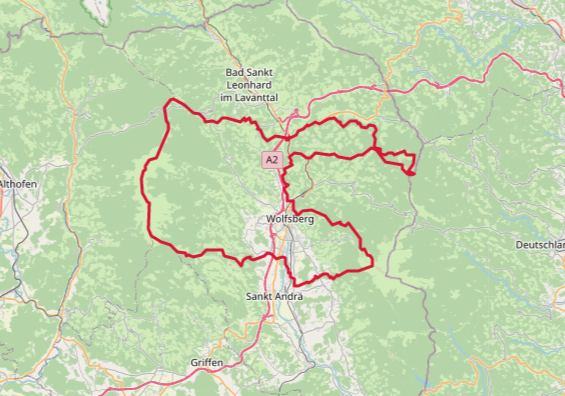
Avec les communes environnantes

## Histoire
La cité de Wolfsberg possède un château le « Schloss Wolfsberg » sur un éperon rocheux.
En 1007, le château appartenait à l'évêché de Bamberg. Le château est mentionné dans un acte daté de 1178 de l'abbaye de Saint-Paul dans le Lavanttal.
Au XVIe siècle, la forteresse fut renforcée par les Turcs, lors de l'expansion en Europe de l'Empire ottoman et de son chef Soliman le Magnifique.
Au XVIIIe siècle, le château appartint à l'impératrice Marie-Thérèse Ire de Hongrie.
Au XIXe siècle, les bâtiments furent remaniés et ne correspondent plus aux corps de logis d'origine.

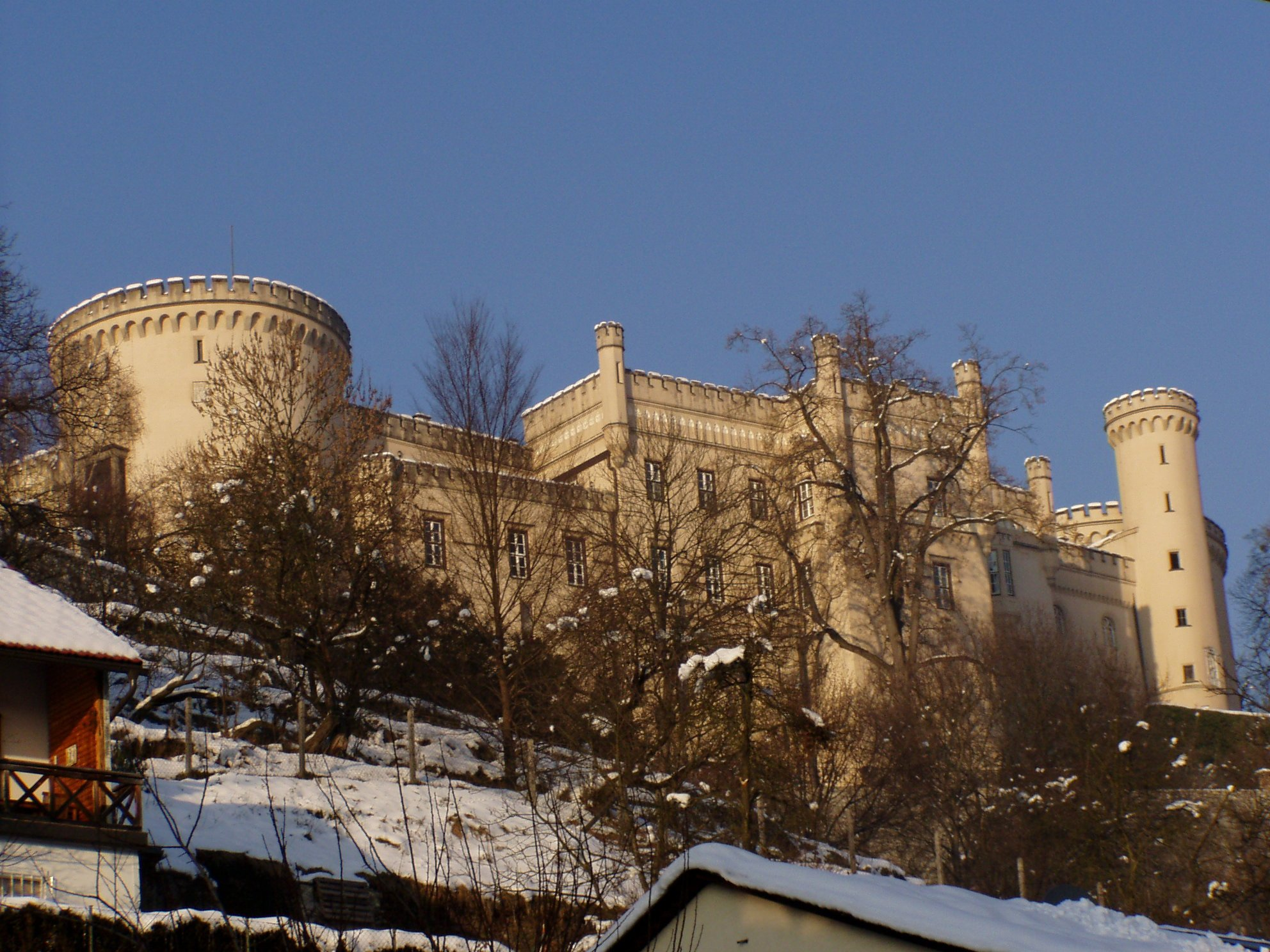
Château de Wolfsberg.
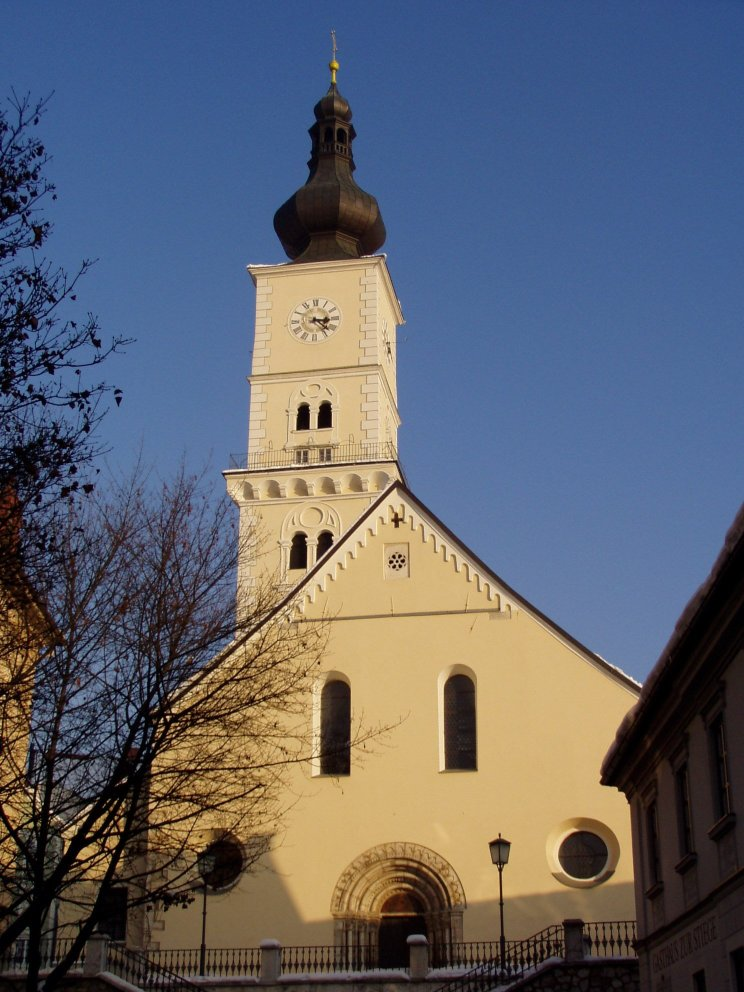
L'église de Wolfsberg.

## Jumelage
- Herzogenaurach (Allemagne)
- Várpalota (Hongrie)